# Шосе Трибхуван H02

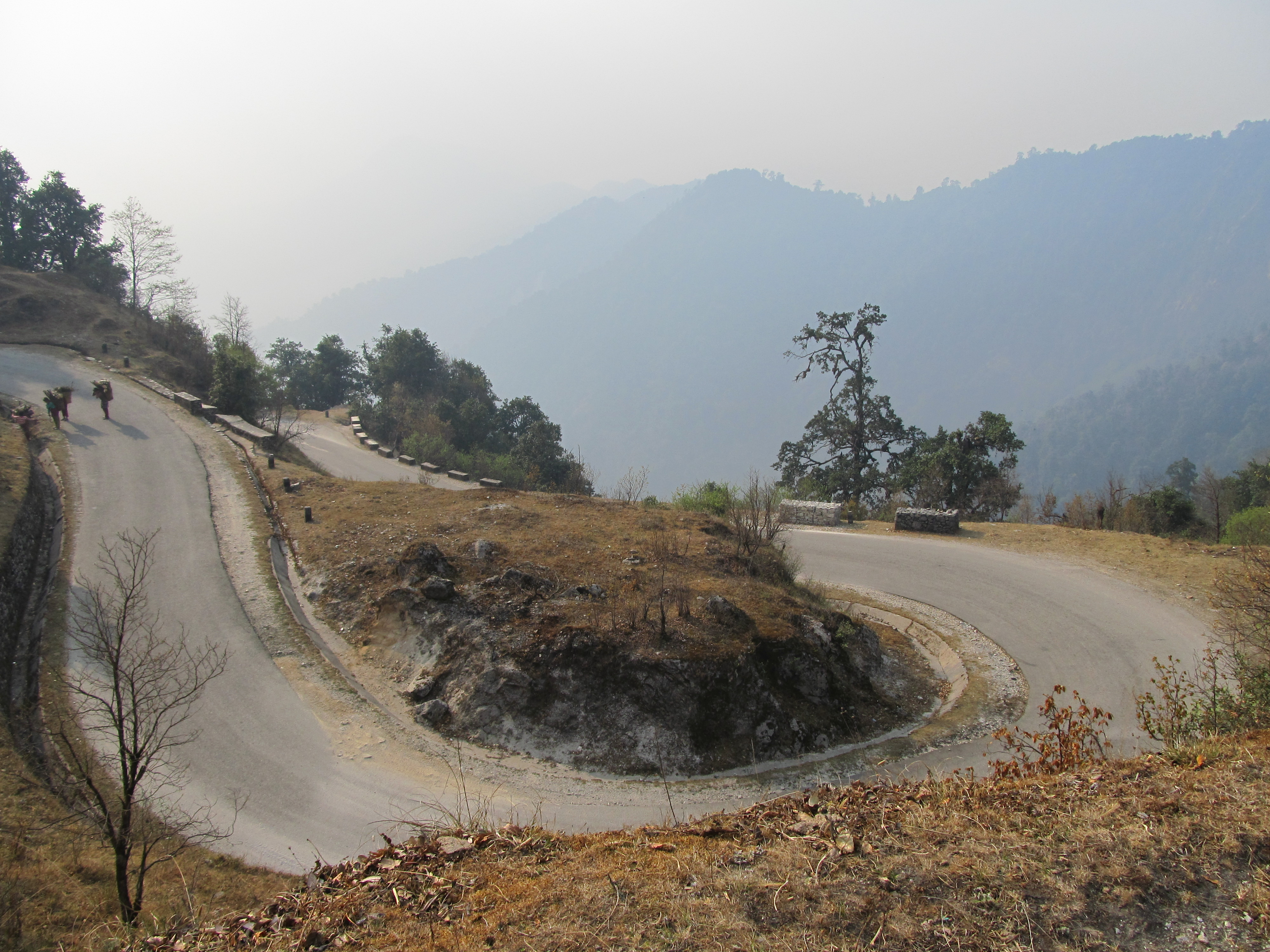
Інший вид на шосе

Шосе Трибхуван (неп. त्रिभुवन राजपथ) з’єднує околиці Катманду, столиці Непалу, з Бірганджем / Раксаулом на кордоні Непалу та Індії. NH 28 і NH 28A сполучають Раксаул з Лакхнау / Барауні та іншими місцями Індії.

## Історія
Шосе Трибхуван, неофіційно відоме як Об'їзна дорога, є найстарішим і першим шосе Непалу, яке з’єднує Наубісе, 25 км на захід від Катманду з індійським кордоном у Бірґунджі/Раксаулі. Його назвали на честь короля Трібхувана (1906–1955).
Його будівництво було завершено за сприяння Індії в 1956 році, і він забезпечив перше справне автомобільне сполучення з Індією. Перше регулярне щоденне автобусне сполучення по шосе було запущено транспортною службою Непалу в 1959 році. Автобусний маршрут закінчувався на залізничній станції в Амлехганджі, звідки мандрівники сідали на Непальську державну залізницю (NGR) до Біргунджа та Раксаула.
До побудови Шосе Трібхуван мандрівники використовували історичний торговий шлях, що проходив через Кулехані, Чітланг, перевал Чандрагірі та Танкот.

## Маршрут
Найкращий відрізок — через регіон Тераї. Після цього йде нескінченна серія підйомів і спусків через пагорби Шивалік на північ від Хетауди. Його загальна протяжність становить близько 116 км з півночі на південь. Має 32 км в довжину по прямій від Хетауди до Наубісе, але шосе Трибхуван становить неймовірні 107 кілометрів. У Наубісе Шосе Трибхуван перетинається з Шосе Прітхві.
Даман на шосе Трибхуван має, мабуть, найкращий вид на Гімалаї, що простягаються в гарний день від Дхаулагірі на заході до Евересту на сході.
Патлайя є точкою перехрестя шосе Махендра та Трібхуван.
Є щонайменше півдюжини маршрутів до регіону Терай через Макаванпур зі столиці, включаючи шосе Трибхуван, шосе Канті, дорогу Ганеш Ман і дорогу Мадан Бхандарі. Чотирисмугова швидкісна траса, що тягнеться від зовнішньої кільцевої дороги в Катманду до Ніджгад в регіоні Терай, буде найкоротшою і становитиме лише 76 км. Траса матиме тунель в 1,3 км у Тінгані, Макаванпур який будується з 2008 року.